# Naliendele
Naliendele è una circoscrizione rurale (rural ward) della Tanzania situata nel distretto urbano di Mtwara, regione di Mtwara. Conta una popolazione di 7 240 abitanti (censimento 2012).